# 岳程街道
岳程街道，是中华人民共和国山東省菏泽市牡丹区下辖的一个乡镇级行政单位。

## 行政区划
岳程街道下辖以下地区：
常屯社区、刘庄社区、琵李社区、东王堂社区、文方寺社区、许楼社区、西王堂社区、李胡同社区、冉贤集社区、张西社区、许庄社区、杨堂社区、张中社区、郭庄社区、冯楼社区、菜园刘社区、王集社区、孔楼社区、岳楼社区、何半社区、闫庄社区、石堂社区、曹庄社区、西北隅社区、西南隅社区、东南隅社区、东北隅社区、郝陈庄社区、三里河社区、大高庄社区、朱庄社区、西高庄社区、程海社区、徐河社区、南孟社区、坡刘社区、何庄社区、南庞社区、石尧社区、西孟社区、东孟社区、马庄社区、杨董社区和郝庄社区。